# جنگ خلقی
جنگ خلقی (به انگلیسی: People's war)(به چینی:人民战争) عنوان استراتژی نظامی است که توسط رهبر انقلاب چین، مائو تسه تونگ طراحی و اجرا شده‌است. اصول اساسی این استراتژی، وجود حمایت گستردهٔ مردم ساده، به کار گرفتن مردم عادی در طول جنگ با ابزارهای سادهٔ جنگی، کشاندن دشمنان به نواحی روستایی و نابودی آن‌ها از راه جنگ چریکی یا جنگ سیار (Mobile war) می‌باشند. چریک‌های کمونیست چینی درطول جنگ جهانی دوم و جنگ داخلی چین از این استراتژی علیه دشمنان خود بهره بردند. از این استراتژی هم در جنگ‌های انقلابی و هم در جنگ با دشمنان خارجی می‌توان استفاده کرد.

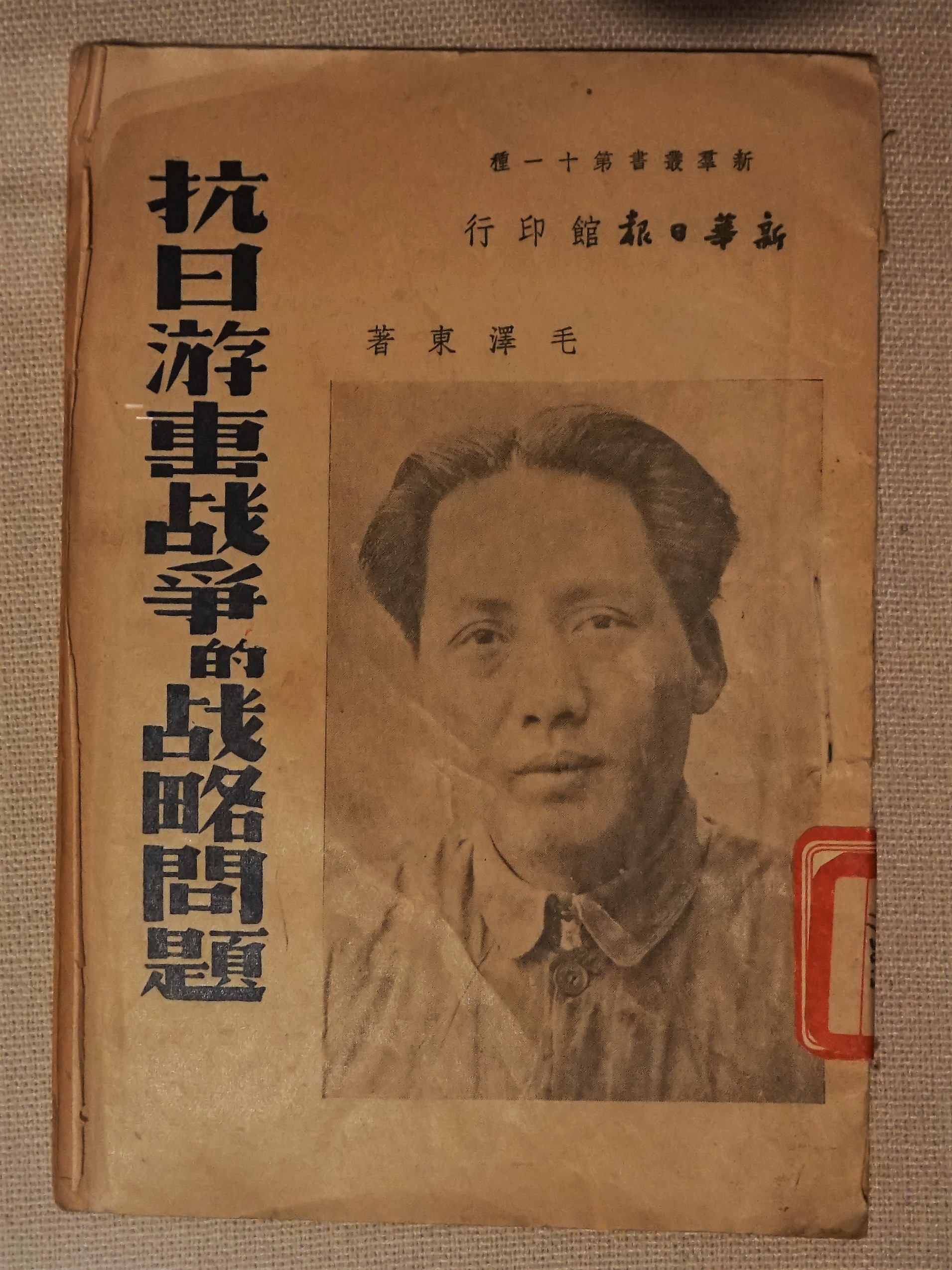
کتابچهٔ استراتژی مبارزهٔ چریکی دربرابر سربازان ژاپنی

به‌طور کلی این اصطلاح را مائوئیست‌ها برای جنگ‌های مردمی طولانی مدت به کار می‌برند. پس از جنگ چین و ویتنام در سال ۱۹۷۹، رهبر جدید چین دنگ شیائوپینگ اصطلاح سنتی جنگ خلقی را کنار گذاشت و از اصطلاح جدیدتر «جنگ مردمی مدرن» استفاده کرد. در این نوع استراتژیِ جدید استفاده از تکنولوژی مدرن در جنگ پرکاربرد شد. همچنین در طول جنگ ویتنام با آمریکا، جنگجویان ویت کنگ استراتژی جنگ خلقی مائو را به‌کار بردند و به پیروزی‌هایی دست یافتند. این استراتژی را نباید با تئوری انقلابی فوکوی چگوارا اشتباه گرفت زیرا که در استراتژی کوبایی، جنگ چریکی را عده‌ای انقلابی آگاه به منظور گسترش شور انقلابی درمیان مردم دنبال می‌کردند.

## بررسی اجمالی
مائو زدونگ، خالق این استراتژی معتقد است که با بهره‌گیری از یک حرکت کوچک انقلابی که دارای پشتوانهٔ مردمی است می‌تواند دربرابر یک قدرت دولتی و ارتش بزرگ، حرفه ای، مجهز و با بودجهٔ زیاد ایستادگی کند. جنگ خلقی از لحاظ استراتژیک از نبردهای سرنوشت‌ساز و رویارویی با ارتش‌های بزرگ خودداری می‌کند زیرا که این ارتش‌ها با سربازان بسیار، توان نابودی خلق‌ها را دارند. اما جنگ خلقی با تدوین یک استراتژی "سه مرحله‌ای" و طی یک جنگ طولانی مدت و فرسایشی، به ارتش کوچک خلقی توان مقابله را می‌دهد و امکان پیروزی را فراهم می‌کند.
- استراتژی در سه مرحله :
- در مرحله اول، نیروی انقلابی که جنگ خلقی را انجام می‌دهد، در منطقه‌ای دورافتاده با زمین‌های کوهستانی یا جنگلی که ارتش‌های مدرن در آنجا دچار ضعف می‌شوند، مستقر می‌شود. انقلابیون در آنجا یک دژ مستحکم ایجاد می‌کنند و آنرا تبدیل به پایگاه محلی خود می‌کنند.
- با استقرار انقلابیون، مرحلهٔ دوم آغاز می‌شود. در این مرحله، انقلابیون سعی می‌کنند تا نفوذ خود را در مناطق اطراف و حومهٔ روستاها گسترش دهند و با دادن وعده‌هایی حمایت‌گرایانه مانند اصلاحات ارضی، روستاییان را به سمت خود جذب کنند.
- وقتی این اتفاق افتاد و پشتوانهٔ مردمی ایجاد شد، مرحلهٔ سوم یا حمله به به شهرهای کوچک و بزرگ و در نهایت چیرگی برکل سرزمین شروع می‌شود.

در ارتش سرخ چین، از این استراتژی برای مقابله با امپراطوری ژاپن در طول جنگ جهانی دوم و حمله احتمالی شوروی استفاده کردند.

درسال ۲۰۱۴ رهبری حزب کمونیست اعلام کردند که می‌خواهند از این استراتژی در سین کیانگ علیه سه نیروی اهریمنی " جدایی‌طلبی، تروریسم و افراط‌گرایی " بهره بگیرند. آنها حدود دویست هزار نفر از کادر حزب را انتخاب کردند و برنامه‌ای موسوم به «کارمند دولت - زوج خانواده» یا کمک خانواده‌ها به اعضای کادر را اجرا کردند. درابتدا شی جین پینگ از نتایج اولیه جنگ خلق ناراضی بود و در سال ۲۰۱۶، چان کوانگو را جایگزین ژانگ چونکسیان کرد. چان پس از استقرار، با چندین هزار نیرو و تقسیم افراد جامعه به قابل اعتماد، متوسط و غیرقابل اعتماد، برنامهٔ جنگ خلقی را با ادوات و ماشین‌آلات نظامی پیاده کرد و به جنگ اویغورها رفت.
در فوریه ۲۰۲۰ نیز با دستور شی جین پینگ، یک عملیات تهاجمی را برای مهار همه‌گیری کرونا با عنوان «جنگ خلقی» تدوین و به اجرا گذاشتند.

## جنگ‌های خلقی
در زیر فهرستی از به‌کارگیری استراتژی جنگ خلقی در کشورهای مختلف را مشاهده خواهید کرد:
- جنگ داخلی چین (۱۹۲۷ تا ۱۹۵۰)
- جنگ ویتنام (۱۹۵۵ تا ۱۹۷۰)
- جنگ داخلی لائوس (۱۹۵۹ تا ۱۹۷۵)
- جنگ داخلی کامبوج (۱۹۶۸ تا ۱۹۷۵)
- شورش نکسالیت-مائوییست (۱۹۶۸ تاکنون)
- شورش کمونیستی (۱۹۶۹ تاکنون)
- شورش مائوئیست‌ها در ترکیه (۱۹۷۲ تاکنون)
- جنبش ساندینیست‌ها - انقلاب نیکاراگوئه (۱۹۷۸ تا ۱۹۹۰)
- جنگ داخلی نپال (۱۹۹۶ تا ۲۰۰۶)
- جنبش سربداران جنگل - ایران (1983)[۳]